# Hagar

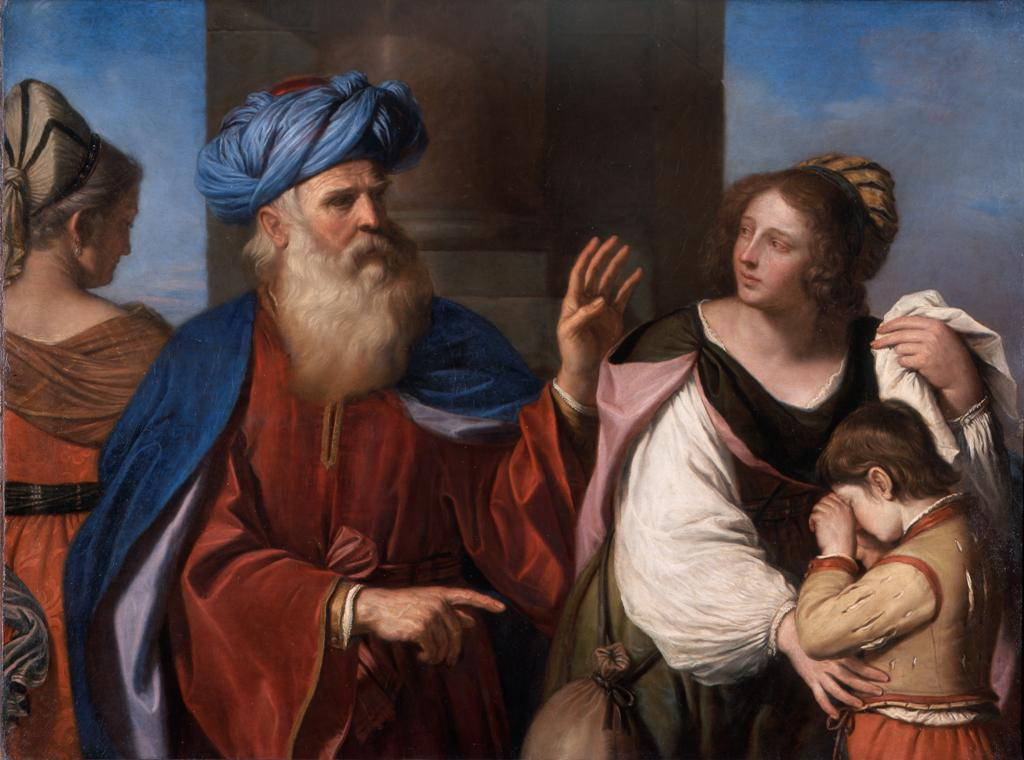
Abraham skickar iväg Hagar (Guercino)

Hagar var enligt Bibeln tjänsteflicka hos Abrahams hustru Sara och, enligt 1 Mos. 16:3, gav Sara henne som hustru åt Abraham. Enligt islam var Hagar Abrahams (Ibrahims) hustru.
Hagar födde Abrahams son Ismael (Ismail), eftersom Sara enligt Bibeln var infertil. Men några år därefter, vid 90 års ålder, födde Sara sonen Isak. Hagar blev senare fördriven tillsammans med Ismael för att Sara inte ville att Ismael skulle ärva tillsammans med hennes son Isak.
Isak är den andre av de tre stora israelitiska patriarkerna. Ismael anses av judisk och islamisk tradition vara det arabiska folkets förfader.